# Ralph Burgess Gibson
Ralph Burgess Gibson CB, CBE, VD QC, LLD (Toronto, 15 september 1894 – Ottawa, 3 augustus 1962) was een Canadese legerofficier, die diende in Frankrijk tijdens de Eerste Wereldoorlog en die tijdens de Tweede Wereldoorlog plaatsvervangend chef van de Canadese Generale Staf was.

## Eerste Wereldoorlog
Gibson was sectiecommandant in het 123e bataljon, Royal Canadian Grenadiers, een infanteriebataljon. Kort voordat het bataljon naar het front in Frankrijk zou vertrekken, werd het omgevormd tot een pioniersbataljon. Het bataljon gevechtspioniers werd ingezet bij de grote veldslagen waarbij Canadese troepen betrokken waren, waaronder Slag bij Vimy, Slag om Lens, Slag om Heuvel 70 en Slag om Passchendaele. In mei 1918 werd de Canadese genie gereorganiseerd en vormde het 123e bataljon de basis van de nieuwe 3e Canadese Genie Brigade.

## Interbellum
In 1924/25 was Gibson voorzitter van het Royal Canadian Military Institute.

## Tweede Wereldoorlog
Tijdens de Tweede Wereldoorlog was Ralph Gibson plaatsvervangend chef van de Canadese Generale Staf.

## Na de Tweede Wereldoorlog
In 1946 ging hij met pensioen, en werd vervolgens in 1947 aangesteld als de eerste directeur van het gevangeniswezen (Prison Commissioner) van Canada. Als zodanig voerde hij meer dan 100 van de aanbevelingen van het Archambault-rapport door.

## Persoonlijk
Ralph Gibson was een zoon van de advocaat Thomas Alexander Gibson en diens echtgenote Margaret Gourlay Burgess uit Toronto. Hun voorouders kwamen uit Schotland.
Van 1907 tot 1912 zat hij op het Upper Canada College, een particuliere (middelbare) jongensschool in Toronto, en was lid van de Upper Canada College Rifle Company. Daarna studeerde hij rechten aan het University college in Toronto (een van de voorlopers van de Universiteit van Toronto) en werd in oktober 2014 reservist bij het Canadese leger. Hij studeerde af in 1916.
Gibsons broer was brigadegeneraal Thomas Graeme Gibson (1908-1986), die in de Tweede Wereldoorlog Canadese troepen aanvoerde tijdens de Italiaanse Veldtocht (1943-’44) en de bevrijding van Oost- en Noord-Nederland (1945).
Ralph Gibson was de oom van schrijver Graeme C. Gibson CM (1934-2019) en film- en televisieregisseur Alan Gibson (1938-1987).
Op 30 april 1924 trouwde Ralph Gibson in York, Ontario met Doris Sophia Benedict (1902–1965). Samen kregen ze in 1925 een dochter, Barbara Mary Russell (née Gibson).
Generaal Gibson overleed op 3 augustus 1962 op 67-jarige leeftijd in Ottawa.

## Militaire loopbaan

### Bevorderingen
- Lieutenant: 17 november 1914[2]
- Captain (temp.): 24 mei 1918[2]
- Captain: 1 oktober 1920[2]
- Major: 18 maart 1922[2]
- Lieutenant Colonel: 9 september 1932[2]
- Colonel: 13 april 1935[2]
- Brigadier: 24 december 1941[2]
- Major-General: 31 augustus 1944[2]

### Plaatsingen (selectie)
- 1916 – 1918 – sectiecommandant in de D-Company van 123 Canadian Pioneer Battalion (France)[1]
- 1921 – 1922 – Commandant (CO[16]) C-Company 1e Bataljon Queens Own Rifles of Canada
- 1932 – 1935 – Commandant (CO[16]) 1e Bataljon Queens Own Rifles of Canada
- 1935 – 1937 – Commandant (CO[16]) Queens Own Rifles of Canada
- 19 juli 1940 – 24 december 1941 – Stafofficier (GSO1[17]) Inlichtingen bij de Generale Staf (Directorate of Military Operations and Intelligence, National Defence Headquarters)
- 24 december 1941 – 31 augustus 1944 – Assistent Chef van de Generale Staf
- 31 augustus 1944 – 16 maart 1946 – Plaatsvervangend Chef van de Generale Staf

## Onderscheidingen
- Commandeur in de Order of the British Empire (CBE) op 10 juni 1944[2][18]
- Lid in de Order of the Bath (CB) op 5 januari 1946[2]
- Colonial Auxiliary Forces Officers' Decoration (VD) op 1 januari 1930[4]
- Colonial Auxiliary Forces Long Service Medal op 15 oktober 1928[4]
- King’s Silver Jubilee Medal (George VI) (1935)[4]
- Coronation medal king George VI (1937)[4]

## Publicaties
- (en)  Report of General R.B. Gibson : a Commissioner Appointed Under Order in Council P.C. 1313, Regarding the Penitentiary System of Canada Uitgever: King's Printer, 1947